# José Luis Caminero
José Luis Pérez Caminero (* 8. listopadu 1967, Madrid) je bývalý španělský fotbalista.
Hrál na postu záložníka. Hrál za Real Valladolid a Atlético Madrid. Hrál na MS 1994 a ME 1996.

## Hráčská kariéra
José Luis Caminero hrál na postu záložníka za Real Madrid B, Real Valladolid a Atlético Madrid.
Za Španělsko hrál 21 zápasů a dal 8 gólů. Hrál na MS 1994 a ME 1996.

## Úspěchy
Atlético Madrid
- La Liga: 1995–96
- Copa del Rey: 1995–96